# Phedimus middendorffianus
Phedimus middendorffianus là một loài thực vật có hoa trong họ Crassulaceae. Loài này được (Maxim.) 't Hart miêu tả khoa học đầu tiên năm 1995.